# Barnen på Bråkmakargatan (bok)
Barnen på Bråkmakargatan är en barnbok av Astrid Lindgren. Den publicerades som följetong i förlaget Rabén och Sjögrens barntidning Klumpe Dumpe första gången 1956 och gavs sedan ut i bokform 1958. Boken är av titlarna i boken Tusen svenska klassiker (2009).

## Handling
Boken handlar om syskonen Jonas, Maria - som kallas Mia-Maria - och Lotta som bor med sina föräldrar i en namnlös svensk småstad. Gatan de bor på heter Krukmakargatan, men barnens pappa har döpt om den till Bråkmakargatan för att retas med barnen. Det är mellanbarnet Mia-Maria som berättar historien i jag-form - men det är lillasyster Lotta som framstår som bokens centralgestalt.

### Lotta är så barnslig
Kapitlet introducerar familjen.

### Vi leker hela dagarna
Kapitlet beskriver barnens lekar. De leker sjörövare, men försöker få Lotta ur vägen. De leker även ängel och sjukhus.

### Lotta är envis som en gammal get
Kapitlet beskriver Lottas envishet.

### Tant Berg är den snällaste som finns
Kapitlet handlar om när barnen besöker Tant Berg, genom att klättra över ett plank in i hennes trädgård. Lotta kryper genom ett hål i stället.  Tant Berg bjuder på våfflor.

### Vi gör en utflykt
Familjen gör en bilutflykt till en liten sjö. Innan hemresan måste de först leta tills de hittar Lottas leksaksdjur Bamsen.

### Vi far till mormor och morfar
Sommartid åker familjen tåg till mormor och morfar, eftersom mamman inte kan köra bilen. Pappan kommer dit senare, då han tar semester. På tåget är barnen jobbiga.

### Lotta säger närapå svärord
Kapitlet utspelar sig hos mormor och morfar, där Lotta blir tillsagd att inte säga "– Fy farao !". På kvällen läser mormor för barnen ur Bibeln, och då får Lotta påminna henne att inte säga farao.

### Lotta har onixdag
Kapitlet utspelar sig hos mormor och morfar, och handlar om barnens lek, samt mormors hembiträde Majken.

### Lotta är negerslav
Kapitlet utspelar sig hos mormor och morfar, där barnen träffar sina kusiner, som är barn till moster Kajsa. Lotta får låtsas vara en negerslav som de andra ska rädda. 
Detta kapitel har tagits bort ur nyutgåvan av boken på grund av att ordet neger är  olämpligt, och för att det inte är väsentligt till att föra bokens handling vidare ur dramaturgisk punkt.

### Vi har så roligt när det är jul
Kapitlet utspelar sig i juletider, och handlar bland annat om Lotta och Fru Fransson. Lotta säger Fy Fransson i stället för Farao. Barnen klär julgranen, tomten kommer, och familjen går till julottan.